# Terézváros
Terézváros (en alemán: Theresienstadt) es el 6.º (VI) distrito de Budapest, capital de Hungría. El nombre del distrito significa literalmente en castellano «Ciudad Teresa» y lo recibió por la reina María Teresa en 1777, quien visitó el vecindario 26 años antes en 1751.
El territorio fue habitado por primera vez a principios del siglo XVIII cuando el antiguo pueblo de Pest ya estaba completamente construido, de modo que la gente tenía que habitar tierras fuera de la ciudad. Terézváros fue uno de los diez distritos que se formaron cuando se creó la ciudad de Budapest en 1873. Hoy Terézváros es el segundo en densidad de población después del colindante Erzsébetváros. Mientras tanto, Terézváros es el segundo distrito más pequeño (también el primero es Erzsébetváros). Ambos distritos son famosos por su vida nocturna.

## Monumentos
- Avenida Andrássy
- Ópera Nacional de Hungría
- Academia de Música Ferenc Liszt
- Casa del Terror